# Чиколоапан де Хуарез (Чиколоапан)
Чиколоапан де Хуарез (шп. Chicoloapan de Juárez) насеље је у Мексику у савезној држави Мексико у општини Чиколоапан. Насеље се налази на надморској висини од 2253 м.

## Становништво
Према подацима из 2010. године у насељу је живело 172919 становника.

### Хронологија
| Година       | 2000                  | 2005                   | 2010                   |
| ------------ | --------------------- | ---------------------- | ---------------------- |
| Становништво | 77101 (37851 / 39250) | 168591 (82732 / 85859) | 172919 (84285 / 88634) |

### Попис
| \| \| м \| \| \| ж \| \| 0—2 \| 4.956 \| \| \| 4.879 \| \| 3—5 \| 5.681 \| \| \| 5.583 \| \| 6—11 \| 11.685 \| \| \| 11.227 \| \| 12—14 \| 5.283 \| \| \| 5.186 \| \| 15—17 \| 5.173 \| \| \| 4.923 \| \| 18—24 \| 9.429 \| \| \| 9.789 \| \| 60+ \| 3.653 \| \| \| 4.296 \| \| Просек : \| 27,4 \| \| \| 28,5 \| |        |  |  |        |
| |        |  |  |        |
| | м      |  |  | ж      |
| 0—2 | 4.956  |  |  | 4.879  |
| 3—5 | 5.681  |  |  | 5.583  |
| 6—11 | 11.685 |  |  | 11.227 |
| 12—14 | 5.283  |  |  | 5.186  |
| 15—17 | 5.173  |  |  | 4.923  |
| 18—24 | 9.429  |  |  | 9.789  |
| 60+ | 3.653  |  |  | 4.296  |
| Просек : | 27,4   |  |  | 28,5   |

| #   | Индикатор                                                                                        | Вредност |
| --- | ------------------------------------------------------------------------------------------------ | -------- |
| 1   | Становништво од 0 до 2 године                                                                    | 9835     |
| 2   | Мушко становништво од 0 до 2 године                                                              | 4956     |
| 3   | Женско становништво од 0 до 2 године                                                             | 4879     |
| 4   | Становништво са 3 и више година                                                                  | 161792   |
| 5   | Мушко становништво са 3 и више година                                                            | 78679    |
| 6   | Женско становништво са 3 и више година                                                           | 83113    |
| 7   | Становништво са 5 и више година                                                                  | 154328   |
| 8   | Мушко становништво са 5 и више година                                                            | 74927    |
| 9   | Женско становништво са 5 и више година                                                           | 79401    |
| 10  | Становништво са 12 и више година                                                                 | 127616   |
| 11  | Мушко становништво са 12 и више година                                                           | 61313    |
| 12  | Женско становништво са 12 и више година                                                          | 66303    |
| 13  | Становништво са 15 и више година                                                                 | 117147   |
| 14  | Мушко становништво са 15 и више година                                                           | 56030    |
| 15  | Женско становништво са 15 и више година                                                          | 61117    |
| 16  | Становништво са 18 и више година                                                                 | 107051   |
| 17  | Мушко становништво са 18 и више година                                                           | 50857    |
| 18  | Женско становништво са 18 и више година                                                          | 56194    |
| 19  | Становништво од 3 до 5 година                                                                    | 11264    |
| 20  | Мушко становништво од 3 до 5 година                                                              | 5681     |
| 21  | Женско становништво од 3 до 5 година                                                             | 5583     |
| 22  | Становништво од 6 до 11 година                                                                   | 22912    |
| 23  | Мушко становништво од 6 до 11 година                                                             | 11685    |
| 24  | Женско становништво од 6 до 11 година                                                            | 11227    |
| 25  | Становништво од 8 до 14 година                                                                   | 25705    |
| 26  | Мушко становништво од 8 до 14 година                                                             | 13063    |
| 27  | Женско становништво од 8 до 14 година                                                            | 12642    |
| 28  | Становништво од 12 до 14 година                                                                  | 10469    |
| 29  | Мушко становништво од 12 до 14 година                                                            | 5283     |
| 30  | Женско становништво од 12 до 14 година                                                           | 5186     |
| 31  | Становништво од 15 до 17 година                                                                  | 10096    |
| 32  | Мушко становништво од 15 до 17 година                                                            | 5173     |
| 33  | Женско становништво од 15 до 17 година                                                           | 4923     |
| 34  | Становништво од 18 до 24 године                                                                  | 19218    |
| 35  | Мушко становништво од 18 до 24 године                                                            | 9429     |
| 36  | Женско становништво од 18 до 24 године                                                           | 9789     |
| 37  | Женско становништво од 15 до 49 година                                                           | 50794    |
| 38  | Становништво са 60 и више година                                                                 | 7949     |
| 39  | Мушко становништво са 60 и више година                                                           | 3653     |
| 40  | Женско становништво са 60 и више година                                                          | 4296     |
| 41  | Однос између мушкараца и жена                                                                    | 95.09    |
| 42  | Становништво од нуле до 14 година                                                                | 54480    |
| 43  | Становништво од 15 до 64 године                                                                  | 112450   |
| 44  | Становништво од 65 година и више                                                                 | 4697     |
| 45  | Просечан број деце                                                                               | 2        |
| 46  | Становништво рођено у ентитету                                                                   | 70960    |
| 47  | Мушко становништво рођено у ентитету                                                             | 35190    |
| 48  | Женско становништво рођено у ентитету                                                            | 35770    |
| 49  | Становништво рођено у другом ентитету                                                            | 100030   |
| 50  | Мушко становништво рођено у другом ентитету                                                      | 48132    |
| 51  | Женско становништво рођено у другом ентитету                                                     | 51898    |
| 52  | Становништво од 5 година и више резидентно у ентитету у јуну 2005. године                        | 127650   |
| 53  | Мушко становништво старосног доба од 5 година и више, резидентно у ентитету у јуну 2005. године  | 61835    |
| 54  | Женско становништво старосног доба од 5 и више година, резидентно у ентитету у јуну 2005. године | 65815    |
| 55  | Становништво од 5 година и више које је живело у другом ентитету у јуну 2005. године             | 25429    |
| 56  | Мушко становништво старије од 5 година које је живело у другом ентитету у јуну 2005. године      | 12358    |
| 57  | Женско становништво старије од 5 година које је живело у другом ентитету у јуну 2005. године     | 13071    |
| 58  | Становништво од 3 године и више које говори аутохтони језик                                      | 1851     |
| 59  | Мушко становништво старо 3 године и више које говори аутохтони језик                             | 929      |
| 60  | Женско становништво старо 3 године и више које говори аутохтони језик                            | 922      |
| 61  | Становништво од 3 године и више које говори аутохтони језик и не говори шпански језик            | 13       |
| 62  | Мушко становништво старо 3 године и више које говори аутохтони језик и не говори шпански         | 7        |
| 63  | Женско становништво старо 3 године и више које говори аутохтони језик и не говори шпански језик  | 6        |
| 64  | Становништво старо 3 године и више које говори аутохтони језик и шпански                         | 1586     |
| 65  | Мушко становништво старо 3 године и више које говори аутохтони језик и шпански                   | 791      |
| 66  | Женско становништво старо 3 године и више које говори аутохтони језик и шпански                  | 795      |
| 67  | Становништво од 5 година и више које говори аутохтони језик                                      | 1831     |
| 68  | Становништво од 5 година и више које говори аутохтони језик и не говори шпански језик            | 11       |
| 69  | Становништво од 5 година и више које говори аутохтони језик и говори шпански језик               | 1577     |
| 70  | Становништво у домородачким домаћинствима                                                        | 5135     |
| 71  | Становништво са ограничењима у активностима                                                      | 6190     |
| 72  | Становништво са ограниченим ходањем или кретањем, горе или доле                                  | 3203     |
| 73  | Становници са ограничењима вида, чак и уз кориштење сочива                                       | 1932     |
| 74  | Становништво са ограничењима говора, комуникације или конверзације                               | 646      |
| 75  | Становништво са ограниченим слухом                                                               | 649      |
| 76  | Становништво са ограничењима при одевању, купању или јелу                                        | 436      |
| 77  | Становништво са ограничењима у опажању или учењу једноставних ствари                             | 438      |
| 78  | Становништво са менталним ограничењима                                                           | 670      |
| 79  | Становништво без ограничења активности                                                           | 164927   |
| 80  | Становништво од 3 до 5 година које не похађа школу                                               | 5303     |
| 81  | Мушко становништво од 3 до 5 година које не похађа школу                                         | 2685     |
| 82  | Женско становништво од 3 до 5 година које не похађа школу                                        | 2618     |
| 83  | Становништво од 6 до 11 година које не похађа школу                                              | 503      |
| 84  | Мушко становништво од 6 до 11 година које не похађа школу                                        | 285      |
| 85  | Женско становништво од 6 до 11 година које не похађа школу                                       | 218      |
| 86  | Становништво од 12 до 14 година које не похађа школу                                             | 561      |
| 87  | Мушко становништво од 12 до 14 година које не похађа школу                                       | 321      |
| 88  | Женско становништво од 12 до 14 година које не похађа школу                                      | 240      |
| 89  | Становништво од 15 до 17 година похађа школу                                                     | 7427     |
| 90  | Мушко становништво од 15 до 17 година похађа школу                                               | 3736     |
| 91  | Женско становништво између 15 и 17 година живота у школи                                         | 3691     |
| 92  | Становништво од 18 до 24 године похађа школу                                                     | 5028     |
| 93  | Мушко становништво од 18 до 24 године похађа школу                                               | 2457     |
| 94  | Женско становништво од 18 до 24 године похађа школу                                              | 2571     |
| 95  | Становништво од 8 до 14 година које не може да чита и пише                                       | 394      |
| 96  | Мушко становништво старосног доба од 8 до 14 година које не може да чита и пише                  | 235      |
| 97  | Женско становништво старосног доби од 8 до 14 година које не може да чита и пише                 | 159      |
| 98  | Становништво од 15 година и више које је неписмено                                               | 3077     |
| 99  | Мушко становништво од 15 година и више које је неписмено                                         | 1032     |
| 100 | Женско становништво од 15 година и више које је неписмено                                        | 2045     |
| 101 | Становништво старо 15 и више година без школовања                                                | 3840     |
| 102 | Мушко становништво старо 15 и више година без школовања                                          | 1425     |
| 103 | Женско становништво старо 15 и више година без школовања                                         | 2415     |
| 104 | Становништво старосног доба 15 и више година са непотпуним основним образовањем                  | 7363     |
| 105 | Мушко становништво старосног доба од 15 година и више са непотпуном основним образовањем         | 3187     |
| 106 | Женско становништво старосног доба 15 и више година са непотпуном основним образовањем           | 4176     |
| 107 | Становништво старо 15 и више година са комплетним основним образовањем                           | 15913    |
| 108 | Мушко становништво старо 15 година и више са комплетним основним образовањем                     | 6871     |
| 109 | Женско становништво старо 15 и више година са комплетним основним образовањем                    | 9042     |
| 110 | Становништво старосног доба 15 и више година са непотпуним средњим образовањем                   | 6622     |
| 111 | Мушко становништво старосног доба од 15 година и више са непотпуним средњим образовањем          | 3688     |
| 112 | Женско становништво старосног доба од 15 година и више са непотпуним средњим образовањем         | 2934     |
| 113 | Становништво старо 15 и више година са пуним секундарном образовањем                             | 34246    |
| 114 | Мушко становништво старосног доба од 15 година и више са пуним секундарном образовањем           | 16994    |
| 115 | Женско становништво старосног доба од 15 година и више са пуним секундарном образовањем          | 17252    |
| 116 | Становништво старије од 18 година са постосновним образовањем                                    | 45155    |
| 117 | Мушко становништво старије од 18 година са постосновним образовањем                              | 22133    |
| 118 | Женско становништво старије од 18 година са постосновним образовањем                             | 23022    |
| 119 | Просечна оцена школовања                                                                         | 9.4      |
| 120 | Просечан ниво образовања мушке популације                                                        | 9.56     |
| 121 | Просечан ниво образовања женског становништва                                                    | 9.26     |
| 122 | Економски активно становништво                                                                   | 71046    |
| 123 | Економски активна мушка популација                                                               | 46282    |
| 124 | Економски активна женска популација                                                              | 24764    |
| 125 | Становништво које није економски активно                                                         | 56262    |
| 126 | Мушко становништво које није економски активно                                                   | 14864    |
| 127 | Женско становништво које није економски активно                                                  | 41398    |
| 128 | Запослено становништво                                                                           | 67907    |
| 129 | Запослено мушко становништво                                                                     | 43934    |
| 130 | Запослено женско становништво                                                                    | 23973    |
| 131 | Незапослена популација                                                                           | 3139     |
| 132 | Незапослена мушка популација                                                                     | 2348     |
| 133 | Незапослена женска популација                                                                    | 791      |
| 134 | Становништво без права на здравствене услуге                                                     | 69222    |
| 135 | Становништво које има право на здравствене услуге                                                | 102237   |
| 136 | Становништво које има право на ИМСС                                                              | 60945    |
| 137 | Становништво које има право на социјално осигурање                                               | 17390    |
| 138 | Становништво које има право на државно социјално осигурање                                       | 3469     |
| 139 | Становништво које има право на опште осигурање или здравствено осигурање за нову генерацију      | 15523    |
| 140 | Становништво које је било једном или није било у браку током 12 година и више                    | 41036    |
| 141 | Венчано или уједињено становништво од 12 година и више                                           | 74576    |
| 142 | Становништво које је било у браку или уједињено 12 година и више                                 | 11842    |
| 143 | Становништво са католичком религијом                                                             | 140378   |
| 144 | Протестанти, еванђелисти и библијски следбеници различити од еванђелиста                         | 15022    |
| 145 | Становништво са другим религијама различитим од претходних                                       | 307      |
| 146 | Становништво без религије                                                                        | 7657     |
| 147 | Укупно пописаних домаћинства                                                                     | 43717    |
| 148 | Пописна домаћинства на челу са мушкарцима                                                        | 34034    |
| 149 | Пописна домаћинства на челу са женама                                                            | 9683     |
| 150 | Становништво у пописним домаћинствима                                                            | 171315   |
| 151 | Становништво у пописним домаћинствима на челу са мушкарцима                                      | 138005   |
| 152 | Становништво у пописним домаћинствима на челу са женама                                          | 33310    |
| 153 | Укупно домаћинстава                                                                              | 60109    |
| 154 | Укупно насељених домаћинстава                                                                    | 44141    |
| 155 | Укупно приватних кућа                                                                            | 59685    |
| 156 | Насељени приватни домови                                                                         | 43717    |
| 157 | Укупно насељених приватних кућа                                                                  | 44134    |
| 158 | Ненасељене приватне куће                                                                         | 11951    |
| 159 | Појединачна домаћинства за привремену употребу                                                   | 4017     |
| 160 | Становници у насељеним приватним кућама                                                          | 171315   |
| 161 | Насељеност станара у приватним становима                                                         | 3.92     |
| 162 | Просечно становника по соби у приватним насељеним домаћинствима                                  | 1.11     |
| 163 | Појединачна домаћинства са подовима од различитих материјала од земље                            | 42881    |
| 164 | Појединачна домаћинства у приземљу                                                               | 713      |
| 165 | Појединачна домаћинства са једном спаваћом собом                                                 | 17918    |
| 166 | Појединачна домаћинства са две спаваће собе и више                                               | 25723    |
| 167 | Појединачна домаћинства са једним собом                                                          | 2470     |
| 168 | Појединачна домаћинства са две собе                                                              | 9405     |
| 169 | Појединачна домаћинства са 3 собе и више                                                         | 31709    |
| 170 | Појединачна домаћинства која имају електрично светло                                             | 43587    |
| 171 | Појединачна домаћинства која немају електрично светло                                            | 52       |
| 172 | Појединачна домаћинства која имају водоводну воду у стамбеном простору                           | 42665    |
| 173 | Појединачна домаћинства која немају водоводну воду у стамбеном простору                          | 943      |
| 174 | Појединачна домаћинства која имају тоалет                                                        | 43571    |
| 175 | Појединачна домаћинства која имају канализацију                                                  | 43501    |
| 176 | Појединачна домаћинства која немају канализацију                                                 | 109      |
| 177 | Појединачна домаћинства која имају електрично светло, довод воде из јавне мреже и канализацију   | 42491    |
| 178 | Појединачна домаћинства без икаквих услова                                                       | 124      |
| 179 | Појединачна домаћинства која имају радио                                                         | 39661    |
| 180 | Појединачна домаћинства која имају телевизор                                                     | 43001    |
| 181 | Појединачна домаћинства која имају фрижидер                                                      | 38663    |
| 182 | Појединачна домаћинства која имају машину за веш                                                 | 33003    |
| 183 | Појединачна домаћинства која имају аутомобил или комби                                           | 16335    |
| 184 | Појединачна домаћинства која имају рачунар                                                       | 14271    |
| 185 | Појединачна домаћинства која имају фиксну телефонску линију                                      | 22836    |
| 186 | Појединачна домаћинства која имају мобилни телефон                                               | 33231    |
| 187 | Појединачна домаћинства која имају приступ интернету                                             | 9216     |
| 188 | Величина локације                                                                                | 11       |